# Anti-Federalist Papers
Anti-Federalist Papers es el nombre colectivo dado a las obras escritas por los Padres Fundadores que se oponían o se preocupaban por los méritos de la Constitución de los Estados Unidos de 1787. A partir del 25 de septiembre de 1787 (8 días después del borrador final de la Constitución de los Estados Unidos) y durante los primeros años de la década de 1790, estos antifederalistas publicaron una serie de ensayos en los que se argumentaba en contra de una unión más fuerte y más enérgica, tal como figura en la nueva Constitución. Aunque menos influyentes que sus contrapartes escritas, The Federalist Papers, estas obras desempeñaron un papel importante en la configuración del temprano panorama político estadounidense y en la aprobación de la Carta de Derechos de los Estados Unidos

## Historia

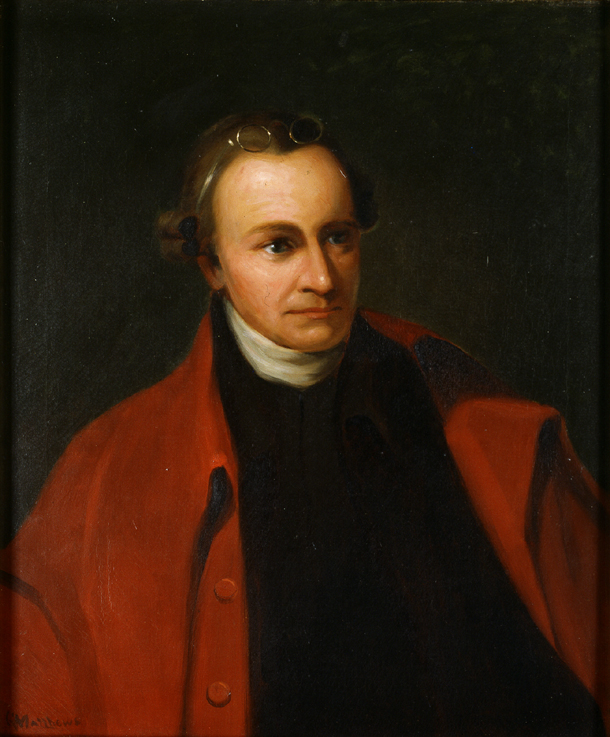
Patrick Henry, autor de varios de los documentos antifederalistas

Después de su victoria contra los británicos en la Guerra Revolucionaria, Estados Unidos estuvo plagado de una variedad de problemas internos. El débil gobierno central no pudo aumentar los impuestos para cubrir las deudas de guerra y fue en gran medida incapaz de aprobar legislación. Muchos de los primeros políticos y pensadores estadounidenses creían que estos problemas eran el resultado de los Artículos de la Confederación, el primer documento de gobierno de los Estados Unidos. En 1787, una convención se reunió en Filadelfia para intentar enmendarla. Pronto, sin embargo, la reunión cambió su enfoque a la construcción de una nueva Constitución más poderosa para el país en ciernes. Surgieron dos facciones rivales principales, los federalistas y los antifederalistas. Los primeros apoyaron a un gobierno central más poderoso mientras que los últimos se opusieron.
Durante el prolongado y acalorado debate nacional posterior a esta convención, ambos grupos escribieron extensamente a favor de sus respectivas posiciones. Los documentos antifederalistas son una selección de los argumentos escritos contra la Constitución de los EE. UU. Por parte de aquellos conocidos por la posteridad como los antifederalistas. Al igual que con los documentos federalistas, estos ensayos fueron publicados originalmente en periódicos. Los más conocidos son "una serie de dieciséis ensayos publicados en el New York Journal desde octubre de 1787 hasta abril de 1788, durante el mismo período. El antifederalista aparecía en los periódicos de Nueva York bajo el seudónimo de 'Brutus'."

## Estructura y contenido
Los documentos antifederalistas fueron escritos durante varios años y por una variedad de autores que utilizaron seudónimos para permanecer en el anonimato, y los debates sobre la autoría continúan hasta nuestros días. A diferencia de los autores de The Federalist Papers, un grupo de tres hombres que trabajan en estrecha colaboración, los autores de los documentos antifederalistas no participaron en un proyecto organizado. Por lo tanto, en contraste con los defensores pro-Constitución, no había un solo libro o colección de Documentos antifederalistas en ese momento. Los ensayos fueron producto de un gran número de autores, trabajando individualmente en lugar de como grupo. Aunque no hay una lista canónica de autores antifederalistas, los principales autores incluyen Cato (probablemente George Clinton), Brutus (probablemente Melancton Smith o Robert Yates o quizás John Williams), Centinel (Samuel Bryan) y el agricultor federal (Melancton Smith, Richard Henry Lee, o Mercy Otis Warren). Los trabajos de Patrick Henry y una variedad de otros también se incluyen a menudo.
Hasta mediados del siglo XX, no había una serie unida de documentos antifederalistas. La primera gran colección fue compilada por Morton Borden, un profesor de la Universidad de Columbia, en 1965. Él "recolectó 85 de los artículos más importantes y los organizó en una orden muy similar a la de los 85 documentos federalistas". La colección contemporánea más citada, The Complete Anti-Federalist, fue compilada por Herbert Storing y Murray Dry de la Universidad de Chicago. En siete volúmenes e incluyendo muchos folletos y otros materiales no publicados previamente en una colección, este trabajo es considerado por muchos como el compendio autorizado de las publicaciones.
Teniendo en cuenta su número y diversidad, es difícil resumir el contenido de los documentos antifederalistas. En general, reflejaban los sentimientos de los antifederalistas, que Akhil Reed Amar, de la Facultad de Derecho de Yale, generalizó como: un miedo localista a un gobierno central poderoso, una creencia en la necesidad de una participación ciudadana directa en la democracia y una desconfianza hacia los ricos comerciantes e industriales. Ensayos con títulos como "Un plan de beneficio peligroso solo para la 'combinación de Aristocrática'" y "Nueva Constitución crea un gobierno nacional, no atenuará la influencia extranjera, los peligros de la guerra civil y el despotismo" llenan la colección y reflejan los fuertes sentimientos de los autores.
En la siguiente tabla, se ha comparado una selección de documentos antifederalistas con sus homólogos federalistas.
| Título                                                                           | Anti-Federalist Papers              | The Federalist Papers                                    |
| -------------------------------------------------------------------------------- | ----------------------------------- | -------------------------------------------------------- |
| Necesidad de una unión más fuerte                                                | John Dewitt n.º I y II              | The Federalist Papers n.º 1–6                            |
| Declaración de Derechos                                                          | John Dewitt n.º II                  | James Wilson, 10/6/87 The Federalist Papers n.º 84       |
| Naturaleza y poderes de la Unión                                                 | Patrick Henry, 6/5/88               | The Federalist Papers n.º 1, 14, 15                      |
| Responsabilidad y controles en el autogobierno                                   | Centinel n.º 1                      | The Federalist Papers n.º 10, 51                         |
| Alcance de la unión, derechos de los estados, declaración de derechos, impuestos | Pennsylvania Minority: Brutus n.º 1 | The Federalist Papers n.º 10, 32, 33, 35, 36, 39, 45, 84 |
| Repúblicas extendidas, impuestos                                                 | Federal Farmer n.º I y II           | The Federalist Papers n.º 8, 10, 14, 35, 36              |
| Amplia construcción, poderes fiscales                                            | Brutus n.º VI                       | The Federalist Papers n.º 23, 30–34                      |
| Defensa, ejércitos permanentes                                                   | Brutus n.º X                        | The Federalist Papers n.º 24–29                          |
| La judicatura                                                                    | Brutus n.º XI, XII, XV              | The Federalist Papers n.º 78–83                          |
| Gobierno descansando sobre la gente                                              | John DeWitt n.º III                 | The Federalist Papers n.º 23, 49                         |
| Poder Ejecutivo                                                                  | Cato n.º V                          | The Federalist Papers n.º 67                             |
| Regulando las elecciones                                                         | Cato n.º VII                        | The Federalist Papers n.º 59                             |
| Cámara de Representantes                                                         | Brutus n.º IV                       | The Federalist Papers n.º 27, 28, 52–54, 57              |
| El Senado                                                                        | Brutus n.º XVI                      | The Federalist Papers n.º 62, 63                         |
| Representación en la Cámara de Representantes y el Senado                        | Melancton Smith, 6/20-6/27-88       | The Federalist Papers n.º 52–57, 62–63                   |

## Legado
Los antifederalistas se mostraron incapaces de detener la ratificación de la Constitución de los Estados Unidos, que entró en vigor en 1789. Desde entonces, los ensayos que escribieron han caído en gran medida en la oscuridad. A diferencia de, por ejemplo, The Federalist n.º 10 escrito por James Madison, ninguno de sus trabajos son pilares de los currículos universitarios ni de los fallos judiciales. Sin embargo, la influencia de su escritura se puede ver hasta el día de hoy, particularmente en la naturaleza y la forma de la Carta de Derechos de los Estados Unidos. Los federalistas (como Alexander Hamilton, en Federalist n.º 84) argumentaron enérgicamente en contra de su aprobación, pero al final fueron forzados a un compromiso. El legado más amplio de la causa antifederalista se puede ver en la fuerte sospecha de un gobierno centralizado mantenido por muchos estadounidenses hasta el día de hoy.